# Rüti bei Lyssach
Rüti bei Lyssach é uma comuna da Suíça, situada no distrito administrativo de Emmental, no cantão de Berna. Tem 1,3 km² de área e sua população em 2018 foi estimada em 160 habitantes.